# Kurzamra pulchella
Kurzamra pulchella là một loài thực vật có hoa trong họ Hoa môi. Loài này được (Clos) Kuntze mô tả khoa học đầu tiên năm 1891.